# Tomasz Ołdziejewski
Tomasz Ołdziejewski (ur. w 1972 roku w Malborku)- polski bursztyniarz i bursztynnik, twórca biżuterii oraz rzeźb, osobowość telewizyjna. Dwukrotnie ustanowił rekord Guinnessa za największą rzeźbę z bursztynu. Pierwsze kroki w obróbce jantaru zaczął stawiać jako jedenastolatek pod okiem ojca bursztynnika. W latach 90. oprócz biżuterii, zaczął tworzyć rzeźby z bursztynu oraz przedmioty użytkowe: repliki statków i samochodów, zegary, szkatuły, mapy, obiekty architektoniczne oraz sakralne, faunę i florę. Z czasem w jego dziełach obok bursztynu zaczęły się pojawiać takie materiały jak czarny dąb i drewna tropikalne, kamienie szlachetne oraz minerały. Skonstruował również specjalistyczną latarkę UV, która zrewolucjonizowała proces poszukiwania bursztynu. Dyplom mistrzowski uzyskał w 2021 roku. Mieszka i pracuje w Sztutowie w województwie pomorskim, na Mierzei Wiślanej.

## Osiągnięcia artystyczne
Wyroby Tomasza Ołdziejewskiego docenione zostały za granicą, szczególnie w krajach arabskich oraz Chinach. W 2020 roku po raz pierwszy został zdobywcą rekordu Guinnessa za największą rzeźbę z bursztynu przedstawiającą RMS Titanic. W 2021 roku rekord Guinnessa zdobył po raz drugi w tej samej kategorii, tym razem za Latarnię Morską w Helu. Jest współtwórcą repliki Arki Przymierza wykonanej w 2023 roku z drewna akacjowego, bursztynu, złota i srebra. Wiosną 2024 roku wraz z Arturem Szyngwelskim z bursztynu, srebra i czarnego dębu wykonał herb Gdańska, który został przekazany do Muzeum Bursztynu, gdzie jest prezentowany na wystawie stałej.

## Osobowość telewizyjna
Od 2019 roku występuje w serialu dokumentalnym „Złoto Bałtyku" w telewizji History Channel pokazującym kulisy pracy w branży bursztynniczej w Polsce. Program emitowany jest w 25 krajach Europy. Do tej pory powstało sześć sezonów tej serii. Wystąpił również w jednym odcinku serialu „Złoty interes”.
W 2023 roku na kanale History wyemitowano pierwszy odcinek kolejnego serialu dokumentalnego „Faceci ze stali", w którym Tomasz Ołdziejewski wraz z twórcami noży Arturem Szyngwelskim i Michałem „Trollsky'm" Sielickim pokazuje tajniki pracy rzemieślniczej. W 2025 roku powstał pierwszy pełny sezon "Facetów ze stali". W siedmioodcinkowej serii Tomasz Ołdziejewski wraz z Arturem Szyngwelskim przy pomocy rzemieślników z całej Polski, tworzą unikatowe dzieła ze stali i bursztynu. 
Wystąpił też w programie Odety Moro „Pasja w Podróży: Mierzeja Wiślana”, wyemitowanym na portalu onet.pl/ Styl Życia. Natomiast w ramach programu telewizyjnego „Warsztaty świata - Anna Orska w Stolicy Bursztynu” emitowanego na TVN Style współtworzył naszyjnik z mosiądzu i bursztynu bałtyckiego, który został przekazany do zbiorów Muzeum Bursztynu w Gdańsku.

## Nagrody i wyróżnienia
W 2023 roku Tomasza Ołdziejewskiego nagrodzono medalem Starosty Powiatu Nowodworskiego za zasługi na rzecz rozwoju i promocji powiatu Nowego Dworu Gdańskiego. 

## Publikacje
W 2023 roku ukazała się książka „Człowiek z bursztynu", której Tomasz Ołdziejewski jest współautorem wraz z Sylwią Winnik.